# Persone di nome Raffaele
| Questa pagina contiene informazioni ricavate automaticamente dalle voci biografiche con l'ausilio del template Bio e di un bot. L'aggiornamento è periodico e automatico e ricostruisce completamente la pagina. Se manca una persona in questa lista, sei pregato di non aggiungerla, ma accertati piuttosto che la sua voce biografica contenga il template Bio e che i dati anagrafici siano correttamente compilati. Se il template Bio manca, inseriscilo tu stesso o, in alternativa, metti l'avviso {{tmp\|Bio}} che ne segnala la mancanza. Se i dati riportati sono sbagliati, correggi direttamente la voce biografica; le modifiche saranno visibili in questa lista entro pochi giorni. Per chiarimenti vedi il progetto antroponimi. La lista contiene solo le 469 persone che sono citate nell'enciclopedia e per le quali è stato implementato correttamente il template Bio. Pagina aggiornata al 6 ago 2025. |

Questa è una lista di persone presenti nell'enciclopedia che hanno il nome Raffaele, suddivise per attività principale.

## Allenatori di calcio(14)
- Raffaele Ametrano, allenatore di calcio e ex calciatore italiano (Castellammare di Stabia, n. 1973)
- Raffaele Biancolino, allenatore di calcio e ex calciatore italiano (Napoli, n. 1977)
- Raffaele Cerbone, allenatore di calcio e ex calciatore italiano (Afragola, n. 1969)
- Raffaele Cuscela, allenatore di calcio e calciatore italiano (Taranto, n. 1925 - Asti, † 2018)
- Raffaele D'Aquino, allenatore di calcio e calciatore italiano (Trani, n. 1903 - Pisa, † 1976)
- Raffaele Di Fusco, allenatore di calcio e ex calciatore italiano (Riardo, n. 1961)
- Raffaele Di Giorgio, allenatore di calcio e dirigente sportivo italiano
- Raffaele Longo, allenatore di calcio e ex calciatore italiano (Napoli, n. 1977)
- Raffaele Palladino, allenatore di calcio e ex calciatore italiano (Mugnano di Napoli, n. 1984)
- Raffaele Quaranta, allenatore di calcio e ex calciatore italiano (Poggiardo, n. 1966)
- Raffaele Russo, allenatore di calcio italiano
- Raffaele Sansone, allenatore di calcio e calciatore uruguaiano (Montevideo, n. 1910 - Bologna, † 1994)
- Raffaele Schiavi, allenatore di calcio e ex calciatore italiano (Cava de' Tirreni, n. 1986)
- Raffaele Solimeno, allenatore di calcio e ex calciatore italiano (Torre Annunziata, n. 1963)

## Allenatori di hockey su ghiaccio(1)
- Raffaele Sannitz, allenatore di hockey su ghiaccio e ex hockeista su ghiaccio svizzero (Lugano, n. 1983)

## Alpinisti(1)
- Raffaele Carlesso, alpinista italiano (Costa di Rovigo, n. 1908 - Pordenone, † 2000)

## Ammiragli(3)
- Raffaele Borea Ricci d'Olmo, ammiraglio italiano (Albenga, n. 1857 - † 1942)
- Raffaele de Courten, ammiraglio e politico italiano (Milano, n. 1888 - Frascati, † 1978)
- Raffaele de Cosa, ammiraglio italiano (Napoli, n. 1778 - Napoli, † 1856)

## Anarchici(1)
- Raffaele Schiavina, anarchico italiano (Ferrara, n. 1894 - Salt Lake City, † 1987)

## Antifascisti(1)
- Raffaele Cantoni, antifascista italiano (Venezia, n. 1896 - † 1971)

## Arbitri di calcio(2)
- Raffaele Mastellari, arbitro di calcio italiano (Sant'Agostino, n. 1904 - Bologna, † 1981)
- Raffaele Scorzoni, arbitro di calcio italiano (Bologna, n. 1902 - Bologna, † 1975)

## Archeologi(1)
- Raffaele de Marinis, archeologo e funzionario italiano (Milano, n. 1941 - Milano, † 2023)

## Architetti(5)
- Raffaele Cattaneo, architetto e storico dell'architettura italiano (Rovigo, n. 1861 - Venezia, † 1889)
- Raffaele Contigiani, architetto e pittore italiano (Torino, n. 1920 - Matelica, † 2008)
- Raffaele De Vico, architetto italiano (Penne, n. 1881 - Roma, † 1969)
- Raffaele Leone, architetto, ingegnere e pubblicista italiano (Riposto, n. 1897 - Catania, † 1981)
- Raffaele Stern, architetto italiano (Roma, n. 1774 - Roma, † 1820)

## Arcivescovi cattolici(5)
- Raffaele Baratta, arcivescovo cattolico italiano (Bologna, n. 1889 - Perugia, † 1973)
- Raffaele Calabria, arcivescovo cattolico italiano (Lucera, n. 1906 - Roma, † 1982)
- Raffaele Mormile, arcivescovo cattolico italiano (Napoli, n. 1744 - † 1813)
- Raffaele Mario Radossi, arcivescovo cattolico italiano (Cherso, n. 1887 - Venezia, † 1972)
- Raffaele di Nonno, arcivescovo cattolico italiano (Campobasso, n. 1831 - Montagano, † 1895)

## Arcivescovi ortodossi(2)
- Raffaele I di Costantinopoli, arcivescovo ortodosso serbo († 1476)
- Raffaele II di Costantinopoli, arcivescovo ortodosso greco

## Artisti(1)
- Raffaele Boschini, artista e pittore italiano (Venezia, n. 1893 - Milano, † 1960)

## Atleti paralimpici(1)
- Raffaele Di Maggio, atleta paralimpico italiano (Partinico, n. 2001)

## Attori(14)
- Raf Baldassarre, attore italiano (Giurdignano, n. 1931 - Roma, † 1995)
- Raffaele Bondini, attore cinematografico e attore teatrale italiano
- Raffaele Buranelli, attore italiano (Roma, n. 1968)
- Nello Carotenuto, attore italiano (Roma, n. 1880 - Roma, † 1946)
- Raffaele Curi, attore, regista e drammaturgo italiano (Ancona, n. 1948)
- Raffaele Di Mario, attore italiano (Collepardo, n. 1927 - Roma, † 2008)
- Raffaele Di Sipio, attore italiano (Orsogna, n. 1906 - Milano, † 1995)
- Raffaele Esposito, attore, commediografo e regista teatrale italiano (Napoli, n. 1959)
- Raffaele Esposito, attore italiano (Lodi, n. 1978)
- Raffaele Fallica, attore, doppiatore e direttore del doppiaggio italiano (Milano, n. 1948)
- Lello Musella, attore, cabarettista e cantautore italiano (Napoli, n. 1974)
- Raf Vallone, attore, calciatore e giornalista italiano (Tropea, n. 1916 - Roma, † 2002)
- Raffaele Vannoli, attore italiano (Roma, n. 1971)
- Raffaele Viviani, attore, commediografo e compositore italiano (Castellammare di Stabia, n. 1888 - Napoli, † 1950)

## Attori teatrali(1)
- Raffaele Farina, attore teatrale, doppiatore e direttore del doppiaggio italiano (Buenos Aires, n. 1958)

## Autori di videogiochi(1)
- Raffaele Cecco, autore di videogiochi britannico (Londra, n. 1967)

## Aviatori(1)
- Raffaele Chianese, aviatore italiano (Calvizzano, n. 1910 - Cividale del Friuli, † 2010)

## Avvocati(4)
- Raffaele Angiulli, avvocato e politico italiano (Colle Sannita, n. 1865 - Napoli, † 1928)
- Raffaele De Caro, avvocato e politico italiano (Benevento, n. 1883 - Torino, † 1961)
- Raffaele Sanna Randaccio, avvocato e politico italiano (Cagliari, n. 1896 - Cagliari, † 1968)
- Raffaele Valensise, avvocato e politico italiano (Napoli, n. 1921 - Roma, † 1999)

## Banchieri(1)
- Raffaele Mattioli, banchiere, economista e mecenate italiano (Vasto, n. 1895 - Roma, † 1973)

## Baritoni(1)
- Raffaele Ferlotti, baritono italiano (Bologna, n. 1819 - Bologna, † 1891)

## Bassi(1)
- Raffaele Arié, basso bulgaro (Sofia, n. 1920 - Ginevra, † 1988)

## Bibliotecari(1)
- Raffaele Aurini, bibliotecario, storico e bibliografo italiano (Teramo, n. 1910 - Teramo, † 1974)

## Bobbisti(1)
- Raffaele Manardi, bobbista italiano (Amandola, n. 1913 - Roma, † 1975)

## Botanici(1)
- Raffaele Ciferri, botanico e micologo italiano (Fermo, n. 1897 - Pavia, † 1964)

## Calciatori(23)
- Raffaele Alcibiade, calciatore italiano (Torino, n. 1990)
- Raffaele Anguilla, calciatore e allenatore di calcio italiano (Lecce, n. 1915 - Lecce, † 2013)
- Raffaele Ceciliato, calciatore italiano (Rovigo, n. 1911)
- Raffaele Celia, calciatore italiano (Catanzaro, n. 1999)
- Raffaele Costantino, calciatore e allenatore di calcio italiano (Bari, n. 1907 - Milano, † 1991)
- Raffaele Costantino, ex calciatore italiano (Castellammare di Stabia, n. 1975)
- Raffaele De Martino, calciatore italiano (Nocera Inferiore, n. 1986)
- Raffaele De Vita, calciatore italiano (Roma, n. 1987)
- Raffaele Di Gennaro, calciatore italiano (Saronno, n. 1993)
- Raffaele Di Risio, ex calciatore italiano (Baranello, n. 1954)
- Raffaele Giraud, calciatore e allenatore di calcio italiano (La Maddalena, n. 1908)
- Raffaele Gragnaniello, ex calciatore italiano (Nocera Inferiore, n. 1981)
- Raffaele de Gregorio, ex calciatore neozelandese (Wellington, n. 1977)
- Raffaele Guaita, calciatore italiano (Vigevano, n. 1922 - Abbiategrasso, † 1996)
- Raffaele Maiello, calciatore italiano (Acerra, n. 1991)
- Raffaele Mancini, calciatore italiano (Fano, n. 1913 - Fano, † 1964)
- Raffaele Paolino, ex calciatore italiano (Milano, n. 1969)
- Raffaele Pierini, calciatore e allenatore di calcio italiano (Brindisi, n. 1923 - Brindisi, † 2019)
- Raffaele Pucino, calciatore italiano (Caserta, n. 1991)
- Raffaele Rivolo, calciatore italiano (Nizza Monferrato, n. 1905 - Recco, † 1967)
- Raffaele Rossini, calciatore e allenatore di calcio italiano (Bari, n. 1912 - Bari, † 1986)
- Raffaele Schicchi, ex calciatore italiano (Fabriano, n. 1947)
- Raffaele Trentini, ex calciatore italiano (Costeggiola, n. 1945)

## Canoisti(1)
- Raffaele Bastoni, canoista italiano (Roma, n. 1925 - Roma, † 1992)

## Canottieri(1)
- Raffaele Serio, canottiere italiano (Napoli, n. 1999)

## Cantanti(1)
- Raffaele Balsamo, cantante italiano (Caserta, n. 1885 - Napoli, † 1946)

## Cantautori(4)
- Raphael Gualazzi, cantautore e pianista italiano (Urbino, n. 1981)
- Lele, cantautore italiano (Pollena Trocchia, n. 1996)
- Raf, cantautore italiano (Margherita di Savoia, n. 1959)
- Raffaele Andrea Viscuso, cantautore, compositore e produttore discografico italiano (Catania, n. 1975)

## Cardinali(9)
- Raffaele Farina, cardinale e arcivescovo cattolico italiano (Buonalbergo, n. 1933)
- Raffaele Fornari, cardinale e arcivescovo cattolico italiano (Roma, n. 1787 - Roma, † 1854)
- Raffaele Mazio, cardinale italiano (Roma, n. 1765 - Roma, † 1832)
- Raffaele Monaco La Valletta, cardinale e arcivescovo cattolico italiano (L'Aquila, n. 1827 - Agerola, † 1896)
- Raffaele Pierotti, cardinale italiano (Sorbano del Vescovo, n. 1836 - Roma, † 1905)
- Raffaele Riario, cardinale italiano (Savona, n. 1461 - Napoli, † 1521)
- Raffaele Carlo Rossi, cardinale e arcivescovo cattolico italiano (Pisa, n. 1876 - Crespano del Grappa, † 1948)
- Raffaele Scapinelli di Leguigno, cardinale, arcivescovo cattolico e nobile italiano (Modena, n. 1858 - Forte dei Marmi, † 1933)
- Raffaele Cosimo de' Girolami, cardinale e arcivescovo cattolico italiano (Firenze, n. 1670 - Roma, † 1748)

## Cestisti(1)
- Lele Rosolen, ex cestista e allenatore di pallacanestro italiano (Bressana Bottarone, n. 1929)

## Chimici(1)
- Raffaele Piria, chimico italiano (Scilla, n. 1814 - Torino, † 1865)

## Chirurghi(1)
- Raffaele Bastianelli, chirurgo e politico italiano (Roma, n. 1863 - Roma, † 1961)

## Chitarristi(1)
- Raffaele Carpino, chitarrista italiano (Caserta, n. 1969)

## Ciclisti su strada(4)
- Raffaele Di Paco, ciclista su strada e pistard italiano (Fauglia, n. 1908 - Fauglia, † 1996)
- Raffaele Ferrara, ex ciclista su strada italiano (Napoli, n. 1976)
- Raffaele Illiano, ex ciclista su strada italiano (Pozzuoli, n. 1977)
- Raffaele Marcoli, ciclista su strada italiano (Turbigo, n. 1940 - Feriolo, † 1966)

## Combinatisti nordici(1)
- Raffaele Buzzi, combinatista nordico italiano (Tolmezzo, n. 1995)

## Compositori(3)
- Raffaele Gentili, compositore italiano (Roma, n. 1837 - Roma, † 1867)
- Raffaele Gervasio, compositore italiano (Torre Pelosa, n. 1910 - Roma, † 1994)
- Raffaele Orgitano, compositore italiano (Napoli - Parigi, † 1812)

## Condottieri(1)
- Raffaele de' Pazzi, condottiero italiano (Firenze, n. 1471 - Ravenna, † 1512)

## Conduttori radiofonici(1)
- Raffaele Cascone, conduttore radiofonico e giornalista italiano (Napoli, n. 1945)

## Controtenori(1)
- Raffaele Pe, controtenore italiano (Lodi, n. 1985)

## Criminali(1)
- Raffaele Arzu, criminale italiano (Lanusei, n. 1979)

## Critici d'arte(1)
- Raffaele De Grada, critico d'arte, storico dell'arte e politico italiano (Zurigo, n. 1916 - Milano, † 2010)

## Critici letterari(1)
- Raffa Garzia, critico letterario italiano (Cagliari, n. 1877 - Bologna, † 1938)

## Cuochi(1)
- Raffaele Esposito, cuoco italiano (Napoli, n. 1850 - † 1923)

## Danzatori(1)
- Raffaele Paganini, ballerino e attore teatrale italiano (Roma, n. 1958)

## Diplomatici(1)
- Raffaele Ulisse Barbolani, diplomatico e giornalista italiano (Chieti, n. 1818 - Palena, † 1900)

## Direttori della fotografia(1)
- Raffaele Masciocchi, direttore della fotografia italiano

## Direttori di banda(1)
- Raffaele Caravaglios, direttore di banda italiano (Castelvetrano, n. 1864 - Napoli, † 1941)

## Dirigenti d'azienda(3)
- Raffaele Girotti, dirigente d'azienda, imprenditore e politico italiano (Falconara Marittima, n. 1918 - † 2015)
- Raffaele Jerusalmi, dirigente d'azienda italiano (Milano, n. 1961)
- Raffaele Minicucci, dirigente d'azienda italiano (Torre del Greco, n. 1936 - Sicilia, † 2001)

## Dirigenti sportivi(7)
- Raffaele Bianco, dirigente sportivo e ex calciatore italiano (Aversa, n. 1987)
- Raffaele Jaffe, dirigente sportivo italiano (Asti, n. 1877 - Auschwitz, † 1944)
- Raffaele Manganiello, dirigente sportivo e politico italiano (Ariano di Puglia, n. 1900 - Mazzè, † 1944)
- Raffaele Morbelli, dirigente sportivo italiano (Alessandria, n. 1923 - † 2017)
- Raffaele Pagnozzi, dirigente sportivo italiano (Avellino, n. 1948)
- Raffaele Rubino, dirigente sportivo e ex calciatore italiano (Bari, n. 1978)
- Raffaele Sergio, dirigente sportivo, allenatore di calcio e ex calciatore italiano (Cava de' Tirreni, n. 1966)

## Dogi(2)
- Raffaele Adorno, doge (Genova, n. 1375 - Genova, † 1458)
- Raffaele Agostino De Ferrari, doge (Genova, n. 1732 - Genova, † 1801)

## Doppiatori(2)
- Raffaele Carpentieri, doppiatore italiano (Nocera Inferiore, n. 1985)
- Raffaele Uzzi, doppiatore e direttore del doppiaggio italiano (Napoli, n. 1942)

## Drammaturghi(2)
- Raffaele Cutolo, drammaturgo e paroliere italiano (Napoli, n. 1910 - Roma, † 1985)
- Faele, drammaturgo, autore televisivo e paroliere italiano (Palermo, n. 1922 - Zagarolo, † 1981)

## Esperantisti(1)
- Raffaele Bagnulo, esperantista e giurista italiano (Napoli, n. 1879 - Bologna, † 1975)

## Etnografi(1)
- Raffaele Corso, etnografo e antropologo italiano (Nicotera, n. 1885 - Napoli, † 1965)

## Etnologi(1)
- Raffaele Lombardi Satriani, etnologo italiano (Briatico, n. 1873 - Catanzaro, † 1966)

## Filosofi(2)
- Raffaele Gaetano, filosofo e saggista italiano (Lamezia Terme, n. 1964)
- Raffaele Mariano, filosofo e storico italiano (Capua, n. 1840 - Firenze, † 1912)

## Fisici(1)
- Raoul Gatto, fisico italiano (Catania, n. 1930 - Meyrin, † 2017)

## Flautisti(2)
- Raffaele Galli, flautista e compositore italiano (Firenze, n. 1824 - Firenze, † 1889)
- Raffaele Trevisani, flautista italiano (Milano, n. 1955)

## Fondisti(1)
- Raffaele Nasi, fondista italiano (Vinadio, n. 1909 - Cuneo, † 1986)

## Fumettisti(5)
- Raffaele Cormio, fumettista e illustratore italiano (Narni, n. 1941 - Milano, † 1981)
- Raffaele D'Argenzio, fumettista italiano (Caserta, n. 1943)
- Raffaele Della Monica, fumettista italiano (Cava dei Tirreni, n. 1961)
- Raffaele Paparella, fumettista e illustratore italiano (Milano, n. 1915 - Tortona, † 2001)
- Lele Vianello, fumettista e illustratore italiano (Venezia, n. 1951)

## Funzionari(1)
- Raffaele Montuori, prefetto e politico italiano (Portici, n. 1879 - Roma, † 1960)

## Generali(4)
- Raffaele Cadorna, generale e politico italiano (Milano, n. 1815 - Torino, † 1897)
- Raffaele Carrascosa, generale e politico italiano (Palermo, n. 1779 - Napoli, † 1866)
- Raffaele Giudice, generale italiano (Palermo, n. 1915 - Roma, † 1994)
- Raffaele Pelligra, generale italiano (Comiso, n. 1888 - Roma, † 1971)

## Geologi(1)
- Raffaele Vittorio Matteucci, geologo e vulcanologo italiano (Ripe, n. 1846 - Napoli, † 1909)

## Gesuiti(1)
- Raffaele Garrucci, gesuita, numismatico e archeologo italiano (Napoli, n. 1812 - Roma, † 1885)

## Giocatori di baseball(1)
- Raffaele Gandolfi, giocatore di baseball italiano (Grosseto, n. 1967)

## Giocatori di poker(1)
- Raffaele Sorrentino, giocatore di poker italiano (Catanzaro, n. 1980)

## Giornalisti(7)
- Raffaele Andreassi, giornalista, regista e sceneggiatore italiano (L'Aquila, n. 1924 - Roma, † 2008)
- Raffaele Cafiero, giornalista, politico e armatore italiano (Melfi, n. 1891 - Napoli, † 1959)
- Raffaele Calzini, giornalista, critico d'arte e critico letterario italiano (Milano, n. 1885 - Cortina d'Ampezzo, † 1953)
- Raffaele Gorjux, giornalista italiano (Lucera, n. 1885 - Bari, † 1943)
- Raffaele Panico, giornalista e storico italiano (Napoli, n. 1963)
- Raffaele Sonzogno, giornalista e politico italiano (Milano, n. 1829 - Roma, † 1875)
- Raffaele Tizzano, giornalista, conduttore televisivo e conduttore radiofonico italiano (Acerra, n. 1986)

## Giuristi(8)
- Raffaele Ala, giurista italiano (n. 1780 - † 1846)
- Raffaele Coppola, giurista italiano (Roma, n. 1942)
- Raffaele Della Torre, giurista e storico italiano (Genova, n. 1579 - Genova, † 1666)
- Raffaele Fagnani, giurista e letterato italiano (Gerenzano, n. 1552 - Milano, † 1623)
- Raffaele Fulgosio, giurista italiano (Piacenza, n. 1367 - Padova, † 1427)
- Raffaele Raimondi, giurista italiano (Como, n. 1377 - Vicenza, † 1427)
- Raffaele Resta, giurista e politico italiano (Turi, n. 1905 - Roma, † 1973)
- Raffaele Schiattarella, giurista italiano (Napoli, n. 1839 - palermo, † 1902)

## Grecisti(1)
- Raffaele Cantarella, grecista, filologo classico e bizantinista italiano (Mistretta, n. 1898 - Milano, † 1977)

## Hockeisti su ghiaccio(1)
- Ralph Intranuovo, ex hockeista su ghiaccio canadese (East York, n. 1973)

## Hockeisti su pista(1)
- Raffaele Biancucci, ex hockeista su pista italiano (Grosseto, n. 1965)

## Imprenditori(8)
- Raffaele Bonelli, imprenditore, politico e nobile italiano (Napoli, n. 1819 - Napoli, † 1903)
- Raffaele Carlino, imprenditore e dirigente sportivo italiano (Napoli, n. 1957)
- Raffaele Caruso, imprenditore e politico italiano (Palermo, n. 1841 - Comiso, † 1923)
- Raffaele Nannarone, imprenditore e politico italiano (Foggia, n. 1829 - Foggia, † 1908)
- Raffaele Pastore, imprenditore italiano (n. 1961 - Torre Annunziata, † 1996)
- Raffaele Pienovi, imprenditore italiano (Genova, n. 1779 - Genova, † 1870)
- Raffaele Rubattino, imprenditore e armatore italiano (Genova, n. 1810 - Genova, † 1881)
- Raffaele Ursini, imprenditore italiano (Roccella Ionica, n. 1926 - Losanna, † 2008)

## Indologi(1)
- Raffaele Torella, indologo e storico delle religioni italiano (Roma, n. 1950)

## Ingegneri(6)
- Raffaele Canevari, ingegnere italiano (Roma, n. 1828 - Roma, † 1900)
- Raffaele Conflenti, ingegnere aeronautico italiano (Cosenza, n. 1889 - Cosenza, † 1946)
- Raffaele De Cornè, ingegnere e dirigente pubblico italiano (Capua, n. 1852 - Roma, † 1929)
- Raffaele Faccioli, ingegnere e architetto italiano (Bologna, n. 1836 - Bologna, † 1914)
- Raffaele Pareto, ingegnere italiano (Genova, n. 1812 - Roma, † 1882)
- Raffaele Rossetti, ingegnere, ufficiale e politico italiano (Genova, n. 1881 - Milano, † 1951)

## Intagliatori(1)
- Raffaele da Brescia, intagliatore e intarsiatore italiano (Brescia - Roma, † 1539)

## Letterati(1)
- Raffaele Andreoli, letterato italiano (Napoli, n. 1823 - Napoli, † 1891)

## Linguisti(1)
- Raffaele Simone, linguista e saggista italiano (Lecce, n. 1944)

## Liutai(1)
- Raffaele Fiorini, liutaio italiano (Musiano di Pian di Macina, n. 1828 - Bologna, † 1898)

## Lunghisti(1)
- Raffaele Piras, lunghista italiano (Quartucciu, n. 1942 - Cagliari, † 2014)

## Mafiosi(7)
- Raffaele Amato, mafioso italiano (Napoli, n. 1965)
- Ralph Capone, mafioso italiano (Angri, n. 1894 - Hurley, † 1974)
- Raffaele Cutolo, mafioso italiano (Ottaviano, n. 1941 - Parma, † 2021)
- Raffaele Ganci, mafioso italiano (Palermo, n. 1932 - Milano, † 2022)
- Raffaele Imperiale, mafioso e collaboratore di giustizia italiano (Castellammare di Stabia, n. 1974)
- Raffaele Pernasetti, mafioso italiano (Roma, n. 1950)
- Raffaele Stolder, mafioso italiano (Napoli, n. 1958)

## Magistrati(10)
- Raffaele Bertoni, magistrato e politico italiano (Santa Maria del Molise, n. 1927 - Napoli, † 2010)
- Raffaele Cantone, magistrato e saggista italiano (Napoli, n. 1963)
- Raffaele Garofalo, magistrato, giurista e criminologo italiano (Napoli, n. 1851 - Napoli, † 1934)
- Raffaele Guariniello, magistrato e giurista italiano (Frugarolo, n. 1941)
- Raffaele Montagna, magistrato italiano (Lucera, n. 1884 - † 1948)
- Raffaele Perla, magistrato e politico italiano (Santa Maria Capua Vetere, n. 1858 - Roma, † 1936)
- Raffaele Sabato, magistrato italiano (Castellammare di Stabia, n. 1960)
- Raffaele Santanello, magistrato e politico italiano (Potenza, n. 1816 - Firenze, † 1873)
- Raffaele Squitieri, magistrato italiano (Mogadiscio, n. 1941)
- Raffaele Vessichelli, magistrato italiano (Napoli, n. 1919 - Roma, † 1990)

## Matematici(1)
- Raffaele Rubini, matematico italiano (Brindisi, n. 1817 - Brindisi, † 1890)

## Medici(6)
- Raffaele Camba, medico e politico italiano (Calasetta, n. 1921 - † 1979)
- Raffaele Castorani, medico e patriota italiano (Giulianova, n. 1819 - Napoli, † 1887)
- Raffaele Lucente, medico e politico italiano (Crotone, n. 1831 - Crotone, † 1890)
- Raffaele Maturi, medico e letterato italiano (Latronico, n. 1832 - Napoli, † 1910)
- Raffaele Paparella Treccia, medico e mecenate italiano (Chieti, n. 1913 - Pescara, † 2009)
- Raffaele Sarra, medico e storico italiano (Matera, n. 1861 - Matera, † 1938)

## Medievisti(1)
- Raffaele Savigni, medievista italiano (Budrio, n. 1953)

## Militari(23)
- Raffaele Aversa, ufficiale e partigiano italiano (Labico, n. 1906 - Roma, † 1944)
- Raffaele Bonanno, militare italiano (Derna, n. 1915 - Africa Settentrionale Italiana, † 1940)
- Raffaele Cinotti, militare italiano (San Prisco, n. 1953 - Roma, † 1981)
- Raffaele Falcone, militare italiano (Acri, n. 1832 - Acri, † 1907)
- Raffaele Ferraro, militare italiano (Napoli, n. 1966)
- Raffaele Libroia, militare italiano (Napoli, n. 1894 - Tauriano, † 1918)
- Raffaele Minichiello, militare italiano (Melito Irpino, n. 1949)
- Raffaele Martucci, militare italiano (Napoli, n. 1969)
- Raffaele Menici, militare e partigiano italiano (Temù, n. 1895 - Corteno Golgi, † 1944)
- Raffaele Merelli, militare italiano (San Ginesio, n. 1886 - Gradisca, † 1916)
- Raffaele Paolucci, militare, politico e medico italiano (Roma, n. 1892 - Roma, † 1958)
- Raffaele Pasi, militare italiano (Faenza, n. 1819 - Roma, † 1890)
- Raffaele Pergolesi, militare italiano (Ancona, n. 1871 - Napoli, † 1953)
- Raffaele Perrottelli, militare italiano (San Michele di Serino, n. 1889 - Polazzo, † 1915)
- Raffaele Persichetti, militare italiano (Roma, n. 1915 - Roma, † 1943)
- Raffaele Poerio, militare e patriota italiano (Catanzaro, n. 1792 - Torino, † 1853)
- Raffaele Russo, militare italiano (Napoli, n. 1941 - Napoli, † 1979)
- Raffaele Settembrini, ufficiale italiano (Catanzaro, n. 1837 - Napoli, † 1904)
- Raffaele Soru, militare italiano (Siapiccia, n. 1921 - Albertville, † 1961)
- Raffaele Stasi, militare italiano (Napoli, n. 1896 - Melette, † 1917)
- Raffaele Tarantini, militare italiano (Napoli, n. 1895 - Passo Mecan, † 1936)
- Raffaele Valenzano, militare e aviatore italiano (Torino, n. 1917 - Torino, † 1996)
- Raffaele Vecchioni, militare italiano

## Musicologi(1)
- Raffaele Casimiri, musicologo, compositore e organista italiano (Gualdo Tadino, n. 1880 - Roma, † 1943)

## Naturalisti(1)
- Raffaele Molin, naturalista, fisiologo e zoologo italiano (Zara, n. 1825 - Vienna, † 1887)

## Nobili(5)
- Raffaele Guariglia, nobile, diplomatico e politico italiano (Napoli, n. 1889 - Roma, † 1970)
- Raffaele Martinetti-Bianchi, nobile italiano (Castellammare Adriatico, n. 1894 - Silvi, † 1962)
- Raffaele de Notaristefani, nobile e magistrato italiano (Napoli, n. 1861 - Roma, † 1933)
- Raffaele Petra, nobile e scrittore italiano (Napoli, n. 1798 - Napoli, † 1873)
- Raffaele Ranieri di Thurn und Taxis, nobile tedesco (Ratisbona, n. 1906 - Schwangau, † 1993)

## Nuotatori(1)
- Raffaele Franceschi, ex nuotatore italiano (Milano, n. 1960)

## Orafi(1)
- Raffaele Grimaldi, orafo italiano (Reggio Emilia - Reggio Emilia)

## Pallanuotisti(2)
- Raffaele Maddaluno, pallanuotista italiano (Roma, n. 1988)
- Raffaele Rotondo, pallanuotista italiano (Avola, n. 1992)

## Parolieri(1)
- Raffaele Mario Offidani, paroliere italiano (Sant'Elpidio a Mare, n. 1890 - Roma, † 1968)

## Partigiani(3)
- Raffaele De Luca, partigiano italiano (San Benedetto Ullano, n. 1874 - Roma, † 1949)
- Raffaele Pieragostini, partigiano e operaio italiano (Sampierdarena, n. 1899 - Bornasco, † 1945)
- Raffaele Trevisan, partigiano italiano (Roncà, n. 1906 - Bocche di Cattaro, † 1943)

## Patrioti(8)
- Raffaele Belluzzi, patriota e politico italiano (Bologna, n. 1839 - Bologna, † 1903)
- Raffaele De Benedetto, patriota italiano (Palermo, n. 1833 - Monte San Giovanni Campano, † 1867)
- Raffaele Ginnari, patriota italiano (Maratea, n. 1799 - Lagonegro, † 1865)
- Raffaele Piccoli, patriota e rivoluzionario italiano (Castagna, n. 1819 - Catanzaro, † 1880)
- Raffaele Righetto, patriota italiano (Chiampo, n. 1837 - † 1891)
- Raffaele Rigotti, patriota italiano (Malo, n. 1839 - Pavia, † 1861)
- Raffaele Trabucco, patriota italiano (Aversa, n. 1823)
- Raffaele Villari, patriota e scrittore italiano (Messina, n. 1831 - Messina, † 1908)

## Pedagogisti(1)
- Raffaele Laporta, pedagogista italiano (Castellammare Adriatico, n. 1916 - Firenze, † 2000)

## Pianisti(1)
- Raffaele D'Atri, pianista, docente e compositore italiano (Caserta, n. 1853 - Napoli, † 1924)

## Piloti automobilistici(2)
- Ralph De Palma, pilota automobilistico italiano (Biccari, n. 1882 - South Pasadena, † 1956)
- Raffaele Marciello, pilota automobilistico italiano (Zurigo, n. 1994)

## Piloti di rally(1)
- Raffaele Pinto, pilota di rally italiano (Casnate con Bernate, n. 1945 - Cecina, † 2020)

## Piloti motociclistici(1)
- Raffaele De Rosa, pilota motociclistico italiano (Napoli, n. 1987)

## Pittori(22)
- Raffaele Albarini, pittore italiano
- Raffaele Albertella, pittore italiano (Milano, n. 1911 - Genova, † 1961)
- Raffaele Albertolli, pittore, incisore e stuccatore svizzero (Bedano, n. 1770 - Milano, † 1812)
- Raffaele Arecco, pittore e incisore italiano (Celle Ligure, n. 1916 - Celle Ligure, † 1998)
- Raffaele Armenise, pittore e incisore italiano (Bari, n. 1852 - Malgrate, † 1925)
- Raffaele Armando Califano Mundo, pittore italiano (Napoli, n. 1857 - Napoli, † 1930)
- Raffaele Carelli, pittore italiano (Monopoli, n. 1795 - Napoli, † 1864)
- Raffaele De Grada, pittore italiano (Milano, n. 1885 - Milano, † 1957)
- Raffaele Del Ponte, pittore, scenografo e illustratore italiano (Chieti, n. 1813 - † 1872)
- Raffaele Faccioli, pittore italiano (Bologna, n. 1845 - Bologna, † 1916)
- Raffaele Fidanza, pittore italiano (Matelica, n. 1797 - Matelica, † 1846)
- Raffaele Girondi, pittore italiano (Barletta, n. 1873 - Parigi, † 1911)
- Raffaele Mainella, pittore, decoratore e architetto italiano (Benevento, n. 1856 - Venezia, † 1941)
- Raffaele Pontecorvo, pittore italiano (Roma, n. 1913 - Torino, † 1983)
- Raffaele Pontremoli, pittore, incisore e militare italiano (Chieri, n. 1832 - Milano, † 1906)
- Raffaele Postiglione, pittore italiano (Napoli, n. 1818 - Napoli, † 1897)
- Raffaele Ragione, pittore italiano (Napoli, n. 1851 - Napoli, † 1925)
- Raffaele Scalia, pittore, decoratore e illustratore italiano (Avola, n. 1876 - Avola, † 1948)
- Raffaello Schiaminossi, pittore e incisore italiano (Sansepolcro, n. 1572 - Sansepolcro, † 1622)
- Raffaele Stramondo, pittore italiano (Belpasso, n. 1919 - Cava de' Tirreni, † 1997)
- Raffaele Tafuri, pittore italiano (Salerno, n. 1857 - Salerno, † 1929)
- Raffaele Ursini, pittore italiano (Roccella Ionica, n. 1851 - Roccella Ionica, † 1944)

## Poeti(3)
- Raffaele Chiurazzi, poeta italiano (Napoli, n. 1875 - † 1957)
- Raffaele Danzi, poeta italiano (Potenza, n. 1818 - Potenza, † 1891)
- Raffaele Sacco, poeta e scrittore italiano (Feroleto Piano, n. 1787 - Napoli, † 1872)

## Poliziotti(4)
- Raffaele Giua, carabiniere italiano (Luras, n. 1893 - Bitti, † 1916)
- Raffaele Grassi, poliziotto e prefetto italiano (Portomaggiore, n. 1960)
- Raffaele Iozzino, poliziotto italiano (Casola di Napoli, n. 1953 - Roma, † 1978)
- Raffaele Porrani, carabiniere italiano (Nereto, n. 1918 - Kalavryta, † 1943)

## Presbiteri(9)
- Raffaele Bensi, presbitero italiano (Scandicci, n. 1896 - Firenze, † 1985)
- Raffaele Chyliński, presbitero polacco (Wysoczka, n. 1694 - Łagiewniki, † 1741)
- Raffaele Manari, presbitero, organista e compositore italiano (Carsoli, n. 1887 - Roma, † 1933)
- Raffaele Marchesi, presbitero, insegnante e scrittore italiano (Magione, n. 1810 - Firenze, † 1871)
- Raffaele Melis, presbitero italiano (Genoni, n. 1886 - Roma, † 1943)
- Raffaele di San Giuseppe, presbitero polacco (Vilnius, n. 1835 - Wadowice, † 1907)
- Raffaele Riccobene, presbitero italiano (Caltanissetta - Caltanissetta, † 1722)
- Raffaele Riviello, presbitero e storico italiano (Potenza, n. 1840 - Potenza, † 1897)
- Raffaele Testa, presbitero e militare italiano (Barra, n. 1907 - Javorak-Nikšić, † 1943)

## Produttori cinematografici(1)
- Raffaele Colamonici, produttore cinematografico italiano

## Pseudoscienziati(1)
- Raffaele Bendandi, pseudoscienziato italiano (Faenza, n. 1893 - Faenza, † 1979)

## Psichiatri(1)
- Raffaele Morelli, psichiatra, psicoterapeuta e saggista italiano (Milano, n. 1948)

## Pugili(1)
- Raffaele Munno, pugile italiano (Marcianise, n. 1989)

## Registi(6)
- Raffaele Brunetti, regista e produttore cinematografico italiano (Capri, n. 1961)
- Raffaele Cosentino, regista, commediografo e sceneggiatore italiano (Catania, n. 1884 - Acireale, † 1957)
- Raffaele Maiello, regista, sceneggiatore e giornalista italiano (Firenze, n. 1934 - Roma, † 2013)
- Raffaele Meloni, regista e sceneggiatore italiano
- Raffaele Mertes, regista televisivo e direttore della fotografia italiano (Roma, n. 1959)
- Raffaele Verzillo, regista e sceneggiatore italiano (Caserta, n. 1969)

## Registi teatrali(1)
- Raffaele De Ritis, regista teatrale e storico italiano (Pescara, n. 1967)

## Religiosi(2)
- Raffaele Briega Morales, religioso spagnolo (Montemolín, n. 1912 - Barbastro, † 1936)
- Raffaele di Barletta, religioso dalmata (Barletta - Barletta, † 1566)

## Rugbisti a 15(3)
- Raffaele Dolfato, rugbista a 15 e imprenditore italiano (Treviso, n. 1962 - Olmi, † 1997)
- Joshua Furno, rugbista a 15 italiano (Melbourne, n. 1989)
- Raffaele Storti, rugbista a 15 portoghese (Lisbona, n. 2000)

## Saggisti(2)
- Raffaele Manica, saggista e critico letterario italiano (Latina, n. 1958)
- Raffaele Alberto Ventura, saggista italiano (Milano, n. 1983)

## Schermidori(1)
- Raffaele Manzoni, schermidore e maestro di scherma italiano (Acireale, n. 1917 - Acireale, † 2011)

## Scrittori(10)
- Raffaele Carrieri, scrittore, poeta e critico d'arte italiano (Taranto, n. 1905 - Pietrasanta, † 1984)
- Raffaele Crovi, scrittore, giornalista e poeta italiano (Paderno Dugnano, n. 1934 - Milano, † 2007)
- Raffaele Iacovino, scrittore e storico italiano (San Severo, n. 1934 - Roma, † 1999)
- Raffaele La Capria, scrittore, sceneggiatore e traduttore italiano (Napoli, n. 1922 - Roma, † 2022)
- Ferruccio Maruffi, scrittore italiano (Grugliasco, n. 1924 - Torino, † 2015)
- Raffaele Masto, scrittore, giornalista e conduttore radiofonico italiano (Milano, n. 1953 - Bergamo, † 2020)
- Raffaele Matarazzo, scrittore e saggista italiano (Cautano, n. 1929 - Benevento, † 2023)
- Raffaele Nigro, scrittore e giornalista italiano (Melfi, n. 1947)
- Raffaele Palma, scrittore, disegnatore e umorista italiano (Torino, n. 1953)
- Raffaele Sammarco, scrittore e poeta italiano (Varapodio, n. 1866 - Reggio Calabria, † 1931)

## Scultori(6)
- Raffaele Belliazzi, scultore italiano (Napoli, n. 1835 - Napoli, † 1917)
- Lello Esposito, scultore e pittore italiano (Napoli, n. 1957)
- Raffaele Monti, scultore e poeta italiano (Milano, n. 1818 - † 1881)
- Raffaele Patrone, scultore italiano (Napoli, n. 1845)
- Lello Scorzelli, scultore italiano (Napoli, n. 1921 - Roma, † 1997)
- Raffaele Uccella, scultore italiano (Santa Maria Capua Vetere, n. 1884 - † 1920)

## Sindacalisti(3)
- Raffaele Bonanni, sindacalista e politico italiano (Bomba, n. 1949)
- Raffaele Morese, sindacalista italiano (Milano, n. 1942)
- Raffaele Vanni, sindacalista italiano (Roma, n. 1928 - Roma, † 2019)

## Sociologi(3)
- Raffaele De Giorgi, sociologo e filosofo italiano (Vernole, n. 1947)
- Raffaele De Mucci, sociologo e politologo italiano (Pescara, n. 1952)
- Raffaele Quattrone, sociologo italiano (Foggia, n. 1974)

## Sollevatori(1)
- Raffaele Mancino, sollevatore italiano (Casarsa della Delizia, n. 1965)

## Storici(12)
- Raffaele Adimari, storico e scrittore italiano
- Raffaele Ajello, storico e giurista italiano (Napoli, n. 1928 - Pozzuoli, † 2020)
- Raffaele Ciasca, storico e politico italiano (Rionero in Vulture, n. 1888 - Roma, † 1975)
- Raffaele Colapietra, storico italiano (L'Aquila, n. 1931 - L'Aquila, † 2023)
- Raffaele Fabretti, storico e archeologo italiano (Urbino, n. 1620 - Roma, † 1700)
- Raffaele Foà, storico italiano (Casale Monferrato, n. 1872 - Torino, † 1955)
- Raffaele Liberatore, storico e filologo italiano (Lanciano, n. 1787 - Napoli, † 1843)
- Raffaele Licinio, storico italiano (Bari, n. 1945 - Foggia, † 2018)
- Raffaele Romanelli, storico italiano (Firenze, n. 1942)
- Raffaele Soprani, storico, pittore e politico italiano (Genova, n. 1612 - Genova, † 1672)
- Raffaele Zotti, storico italiano (Rovereto, n. 1824 - Trento, † 1873)
- Raffaele de Cesare, storico, giornalista e politico italiano (Spinazzola, n. 1845 - Roma, † 1918)

## Storici delle religioni(1)
- Raffaele Pettazzoni, storico delle religioni italiano (San Giovanni in Persiceto, n. 1883 - Roma, † 1959)

## Tenori(3)
- Raffaele Grani, tenore italiano (Roma, n. 1857 - Milano, † 1931)
- Raffaele Mirate, tenore italiano (Napoli, n. 1815 - Sorrento, † 1895)
- Tito Schipa, tenore e attore italiano (Lecce, n. 1888 - New York, † 1965)

## Terroristi(1)
- Raffaele Fiore, terrorista italiano (Bari, n. 1954 - Bari, † 2025)

## Umanisti(3)
- Raffaele Maffei, umanista, letterato e storico italiano (Roma, n. 1451 - Volterra, † 1522)
- Raffaele Regio, umanista e filologo italiano (provincia di Bergamo, n. 1440 - Venezia, † 1520)
- Raffaele Zovenzoni, umanista e scrittore italiano (Trieste, n. 1431)

## Vescovi cattolici(14)
- Raffaele Calabro, vescovo cattolico italiano (Minervino di Lecce, n. 1940 - Andria, † 2017)
- Raffaele Campelli, vescovo cattolico italiano (Belforte del Chienti, n. 1887 - Cagli, † 1982)
- Raffaele Capone, vescovo cattolico italiano (Salerno, n. 1829 - Napoli, † 1908)
- Raffaele Castielli, vescovo cattolico italiano (Faeto, n. 1927 - Lucera, † 2018)
- Raffaele De Giuli, vescovo cattolico italiano (Luzzogno, n. 1884 - Albenga, † 1963)
- Raffaele Gagliardi, vescovo cattolico, teologo e letterato italiano (Grimaldi, n. 1814 - Napoli, † 1880)
- Raffaele Longobardi, vescovo cattolico italiano (Napoli, n. 1755 - Napoli, † 1822)
- Raffaele Nogaro, vescovo cattolico italiano (Gradisca, n. 1933)
- Raffaelangelo Palazzi, vescovo cattolico e missionario italiano (Genova, n. 1886 - Merate, † 1961)
- Raffaele Piras, vescovo cattolico italiano (Quartucciu, n. 1865 - Atri, † 1911)
- Raffaele Purpo, vescovo cattolico italiano (Sorrento, n. 1789 - Pozzuoli, † 1876)
- Raffaele di Ceva, vescovo cattolico italiano († 1518)
- Raffaele Maria Filamondo, vescovo cattolico e bibliotecario italiano (Napoli, n. 1649 - Sessa Aurunca, † 1706)
- Raffaele de Franco, vescovo cattolico italiano (Caccuri, n. 1803 - Catanzaro, † 1883)

## Zoologi(1)
- Raffaele Issel, zoologo italiano (Genova, n. 1878 - † 1936)

## Senza attività specificata(1)
- Raffaele Calace, mandolinista, compositore e liutaio italiano (Napoli, n. 1863 - † 1934)